# みずがめ座U星
みずがめ座U星 (U Aquarii, U Aqr) は、みずがめ座の領域にある恒星で、かんむり座R型変光星に分類される変光星。恒星大気中の炭素の存在量が酸素よりも多い炭素星で、その中でも、水素吸収線がほとんど見られない「水素欠乏型炭素星 (HdC, hydrogen deficient carbon star) 」に分類される。太陽系からの距離は、ガイア計画の第2回データリリースの年周視差からは17,000光年、第3回初期データリリースからは38,000光年と、未だ十分に定まっていない。
水素欠乏型炭素星としては初めてs過程元素の強い存在量を示した星である。1979年、恒星大気のスペクトル観測から、非常に強いストロンチウム (Sr II) とイットリウム (Y II) の輝線の存在と、バリウムの輝線がほとんどないとする研究結果が発表された。1985年には、当初考えられていたほどストロンチウムとイットリウムは強くないが、ジルコニウムが過剰であることが示された。これらの、軽いs過程元素が過剰で、重いs過程元素がほとんど見られないという恒星大気の元素構成比の特徴が、赤色巨星の中心核に中性子星が合体してできるとされる仮説上の天体「ソーン-ジトコフ天体」において予測されている特徴と一致することから、その候補天体とされた。1999年の研究では、モリブデン、銅、亜鉛などの元素が少ないことからソーン-ジトコフ天体の有力候補ではなく、そのs過程元素のパターンはむしろ後漸近巨星分枝星 (post AGB星) の桜井天体に似ているとされた。